# مایکل کلی (تیرانداز)
مایکل کلی (انگلیسی: Michael Kelly; ۲۹ مارس ۱۸۷۲ – ۳ مهٔ ۱۹۲۳) تیرانداز اهل ایالات متحده آمریکا بود.
وی در مسابقات کشوری و بین‌المللی در مجموع برندهٔ ۲ مدال طلا شده‌است.